# Marc Giró
Marc Giró Costa (Barcelona, 18 de septiembre de 1974) es un presentador y periodista español, licenciado en Historia del Arte y especializado en moda y estilo.

## Trayectoria
Se licenció en historia del arte por la Universidad de Barcelona. Durante diecisiete años fue editor de moda de la revista Marie Claire, trabajo que ha combinado con colaboraciones a programas de la autonómica TV3, como Està passant (TV3) presentado por Toni Soler, Divendres (TV3) presentado por Xavi Coral y Helena García Melero. 
También ha colaborado en programas de Atresmedia:  En el aire (La Sexta, 2013), con Andreu Buenafuente, Espejo público (Antena 3) con Susanna Griso y Zapeando (La Sexta, 2019). 
También en Telecinco colaboró en los debates de Rocío, contar la verdad para seguir viva (2021). 
En el fin de año 2020-2021 presentó las Campanadas en RAC1 en un especial emitido desde la Casa Vicens y las precampanadas en Neox junto a Paca La Piraña. 
Desde 2019 presenta el programa de radio Vostè primer en RAC1, que se mantiene en 2025. En esa emisora ya colaboró en No són hores, Vacances pagades i ADN, presentados por Santi Villas —pareja de Marc Giró desde 1998—, en las primeras temporadas de  El món a RAC1 con Jordi Basté y en Versió RAC1 con Toni Clapés, además de programas de Catalunya Ràdio.
En 2016 obtuvo el premio Buenas Prácticas de Comunicación no Sexista de la Asociación de Mujeres Periodistas de Cataluña, por la iniciativa de introducir contenidos feministas en clave de humor en programas audiovisuales.
Desde 2024 conduce en La 2 de Televisión Española el programa Late xou, que en enero de 2025 pasó a la 1 de RTVE. 